# Jonny Roova
Jonny Roova är en svensk film från 1985 med regi och manus av John O. Olsson. I rollerna ses bland andra Rolf Degerlund, Sari Lilliestierna och Jan Dytlow-Kozlowski.

## Om filmen
Inspelningen gjordes med Roy Andersson som producent och Sten Holmberg som fotograf. Filmen premiärvisades den 22 februari 1985 på ett flertal biografer runt om i Sverige.
Filmen fick ett blandat mottagande i pressen.

## Handling
Jonny Roova bor och arbetar vid Kukkolaforsen i Tornedalen och har en gemytlig tillvaro bland människor han har mycket gemensamt med. Trots detta längtar han efter något annat och drar därför en dag iväg söderut till Malmö.

## Rollista
- Rolf Degerlund – Jonny Roova
- Sari Lilliestierna – Leila
- Jan Dytlow-Kozlowski – Osborn
- Johan Holm – Simo
- Lars-Louis Strålin – Willmar
- Lars Hjelt – Bernt
- Kjell Morin – Reijo
- Merja Niva – Marja
- Mikael Vestlin - Man på balkongen

### Fotnoter
1. 1 2 3 4  ”Jonny Roova”. Svensk Filmdatabas. http://sfi.se/sv/svensk-filmdatabas/Item/?itemid=16728&type=MOVIE&iv=Basic&ref=/templates/SwedishFilmSearchResult.aspx?id%3d1225%26epslanguage%3dsv%26searchword%3djonny+roova%26type%3dMovieTitle%26match%3dBegin%26page%3d1%26prom%3dFalse. Läst 17 maj 2013.